# Première Nation de Marten Falls
La Première Nation de Marten Falls est une Première Nation anichinabée du Nord de l'Ontario au Canada. La bande possède une seule réserve, Marten Falls 65, située dans le district de Kenora, mais elle occupe également la communauté d'Ogoki Post (Ogookiing en ojibwé) dans le district de Cochrane, toutes deux situées le long de la rivière Albany. En mars 2022, la bande a une population inscrite totale de 838 membres.

## Démographie
Les membres de la Première Nation de Marten Falls sont des Anichinabés. En mars 2022, la bande a une population inscrite totale de 838 membres dont 442 vivaient hors réserve.

## Géographie
La Première Nation de Marten Falls possède une seule réserve nommée Marten Falls 65. Celle-ci se trouve sur la rive nord de la rivière Albany dans le district de Kenora à 170 km au nord-est de Nakina et couvre une superficie de 77,7 km2. En plus de cette réserve, la bande occupe également la communauté d'Ogoki Post située sur l'autre rive de la rivière Albany dans le district de Cochrane.

## Gouvernance
La Première Nation de Marten Falls est administrée par un conseil de bande élu pour un mandat de deux ans selon la section 11 de la Loi sur les Indiens. Pour le mandat de 2021 à 2023, celui-ci est composé du chef Ambrose Achneepineskum et de huit conseillers.
La Première Nation de Marten Falls est affiliée au conseil tribal des Premières Nations Matawa.

## Histoire
La Première Nation de Marten Falls est signatarie du Traité 9.

## Transports
La Première Nation de Marten Falls est desservie à l'année par l'aéroport d'Ogoki Post. La communauté n'est pas accessible par la route, à l'exception de routes d'hiver.

## Services
La communauté comprend une clinique médicale, une école primaire et une station de radio communautaire. Elle est desservie par le Nishnawbe-Aski Police Service (en).

## Personnalité notable
- Chanie Wenjack